# Pseudapis anthidioides
Pseudapis anthidioides là một loài Hymenoptera trong họ Halictidae. Loài này được Gerstäcker mô tả khoa học năm 1857.